# ダニエル書
『ダニエル書』（ダニエルしょ、ヘブライ語: ספר דניאל）は、旧約聖書の中の一書。キリスト教では「預言書」のひとつとして『エゼキエル書』の後におかれているが、ユダヤ教の分類では（「黙示文学」として）「諸書」に入る。

## 概要
題名はこの書の主人公であるダニエルに由来する。彼は捕囚の民の一人としてバビロニアに連行されてくるが、その賢明さによってネブカドネツァル2世に重用されたとされる人物である。
書かれた言語としては、2章4節～7章28節はアラム語で書かれており、それ以外の箇所はヘブライ語で書かれている。

### 批評
聖書学の高等批評的研究によって、本書はマカベア書の時代に書かれたものであり、旧約聖書中もっとも新しい時代にかかれたものであるという学説もある。しかし、福音派の中には、その説を退ける教派もある。
また、ヘレニズム期に書かれた文書を聖典と認めなかったユダヤ教の聖典にダニエル書は収められているため、ヤムニア会議の頃のユダヤ人たちもダニエル書はマカベア書の時代より十分前に書かれたものであるとしていることがわかる。

## 内容

### ダニエルと新バビロニア（1章から6章）
- ダニエルと三人の若者（1章）

ダニエルとハナニヤ、ミシャエル、アザリヤの4人が新バビロニアへ捕囚された後、バビロニアの王ネブカドネザル2世に仕える立場を得た経緯が記録されている。（バビロン捕囚）
- ネブカドネツァル王の夢（2章）

王は自分の見た夢に思い悩まされる。王がどんな夢を見たか、夢およびその解き明かしを賢人達に求めたが誰も答えられず、皆殺し寸前の所でダニエルが夢とその解き明かしを王に告げた。
- 燃え盛る炉に投げ込まれる三人（3章）

王の造った金の像を拝む事を拒否した3人が炉に投げ込まれるが生還する。
- 大きな木の夢（4章）

王はまた夢を見る。バビロンの知者達にその解き明かしを求めるが、ダニエルしか答えられなかった。そして王にその解き明かしが臨む。
- 壁に字をかく指（5章）

ベルシャザル王の宴会で突然人の手の指が現れ、壁に「メネ、メネ、テケル、ウパルシン」という文字を書く。王はひどく取り乱すが、今回も解き明かしはダニエルにしか出来なかった。内容はバビロニア帝国の終わりを意味しており、その夜の内にベルシャザル王は殺され、ダリヨスという人物が国の統治権を得る。（キュロス2世による新バビロニア征服）
- 獅子の洞窟に投げ込まれるダニエル（6章）

ダリヨス王にもダニエルは起用されるが他の総督らは快く思わず、ダニエルが履行できない禁令をつくり、ダニエルが獅子の洞窟に投げ込まれるように図るが何も害を与えられなかった。ダリヨス王は今度はダニエルを訴えた人々をその妻子と共に獅子の洞窟に投げ込み、彼らは骨までかみ砕かれる事になった。

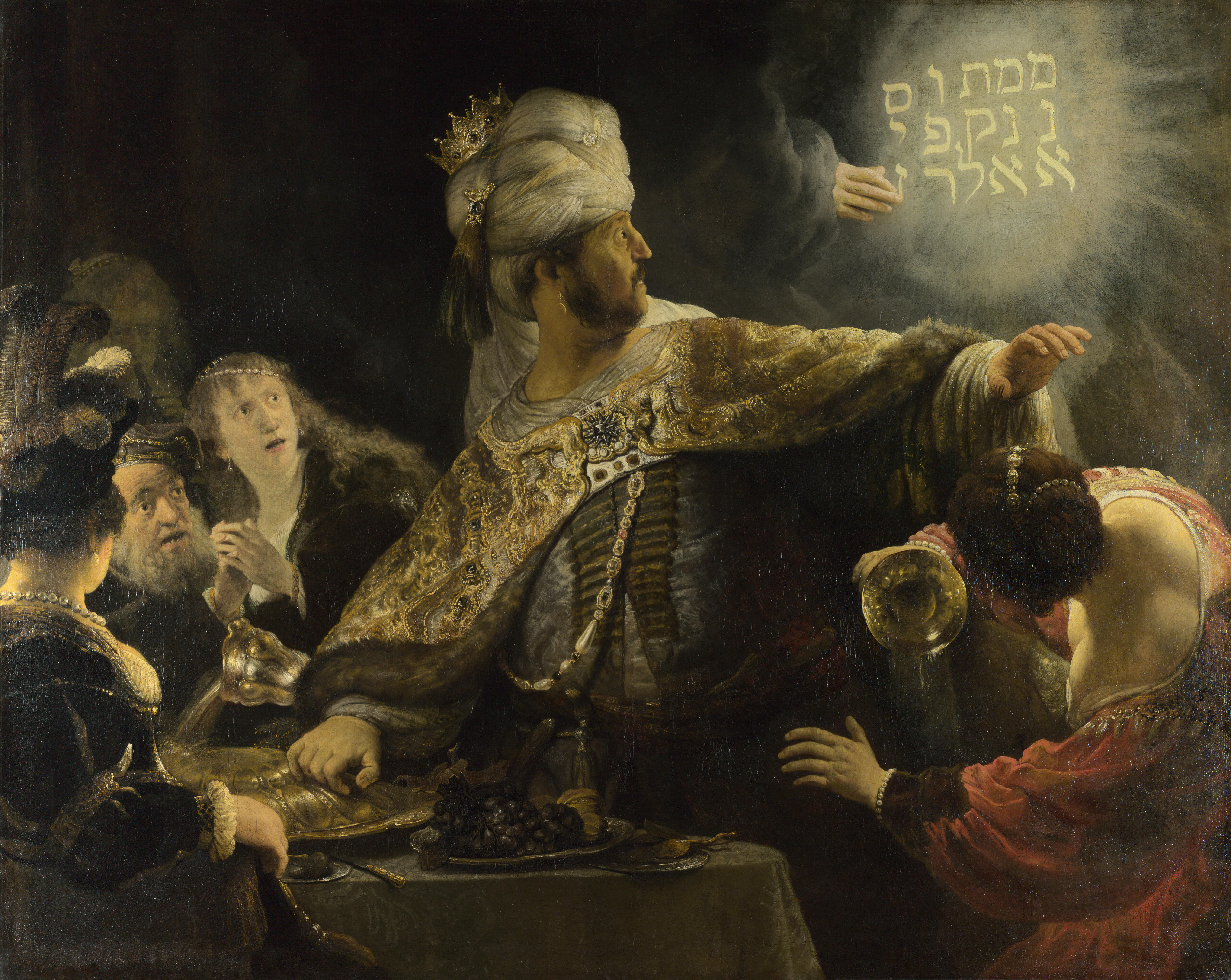
レンブラント『ベルシャザルの饗宴』
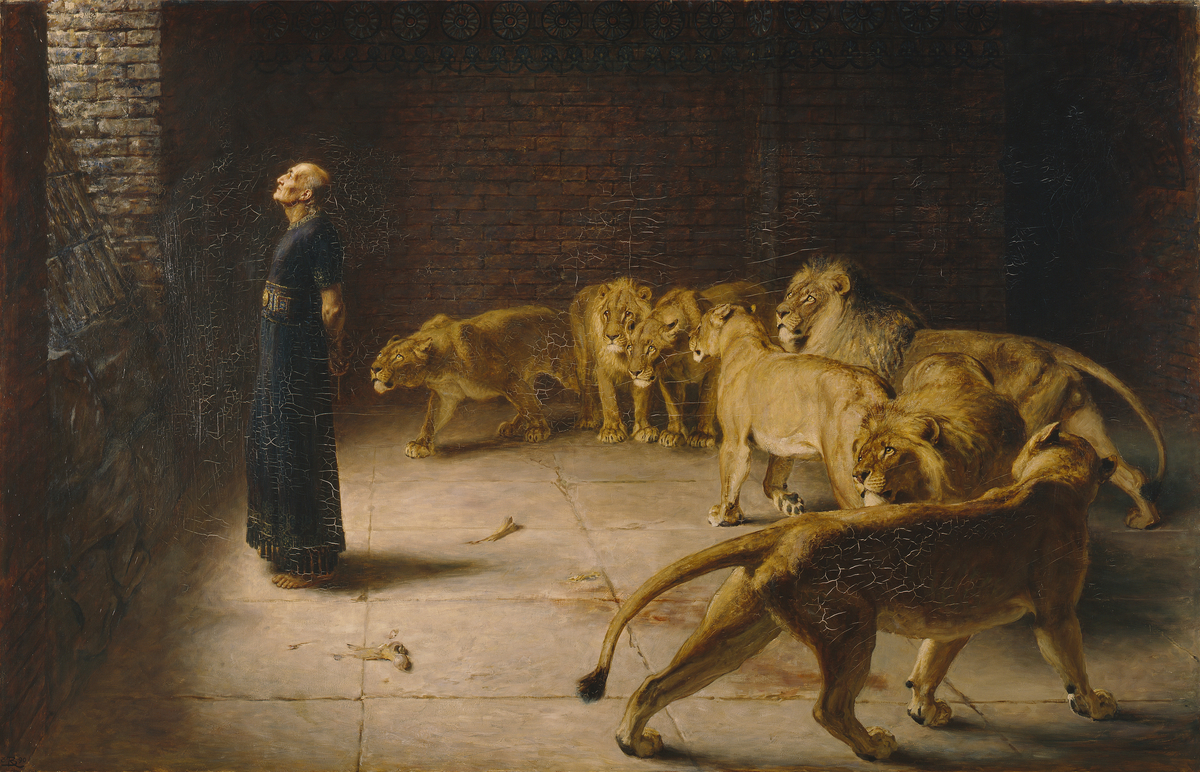
王に答えるダニエル

### ダニエルの幻視（7章から12章）

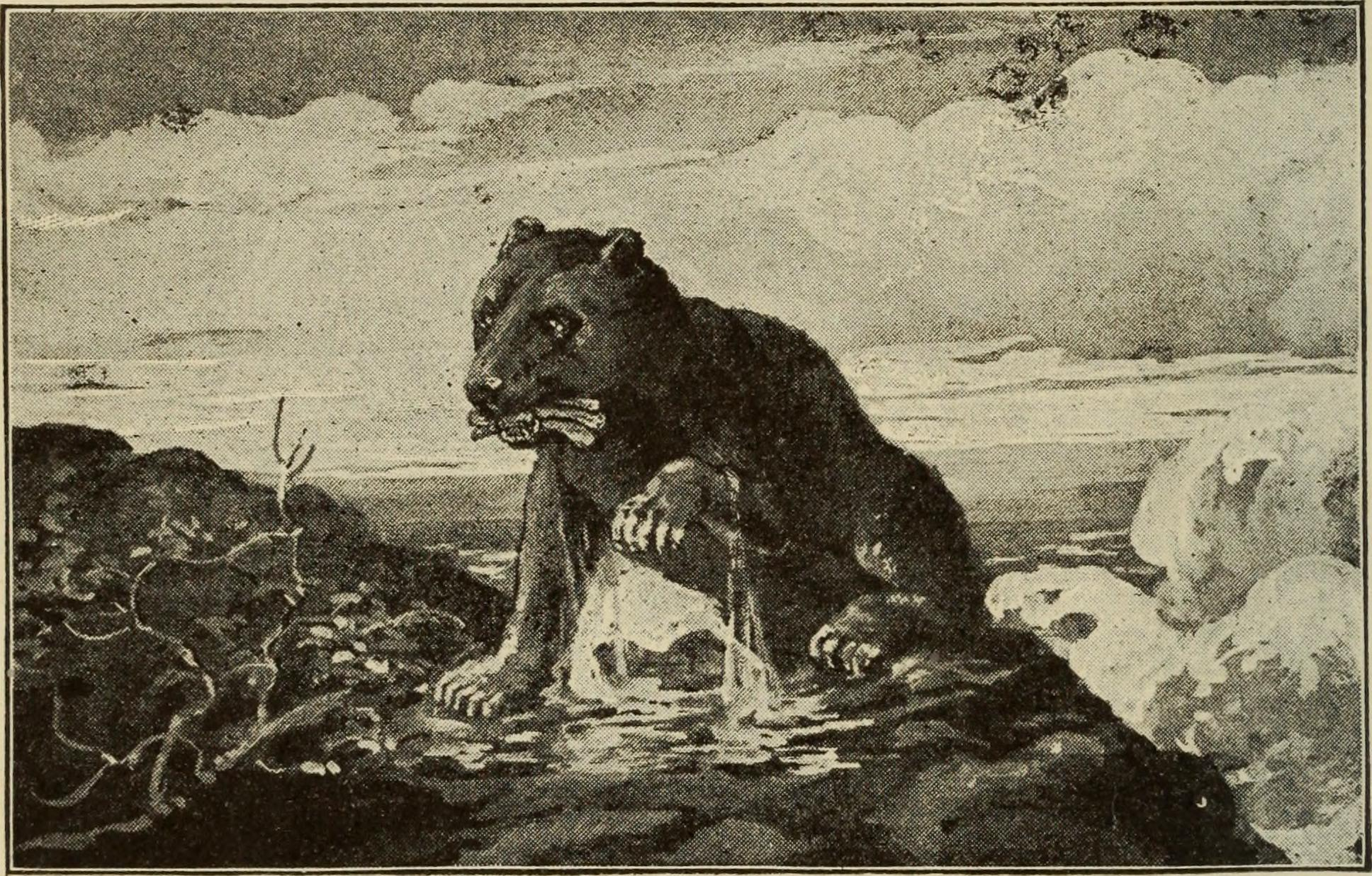
三本の肋骨を咥えた熊
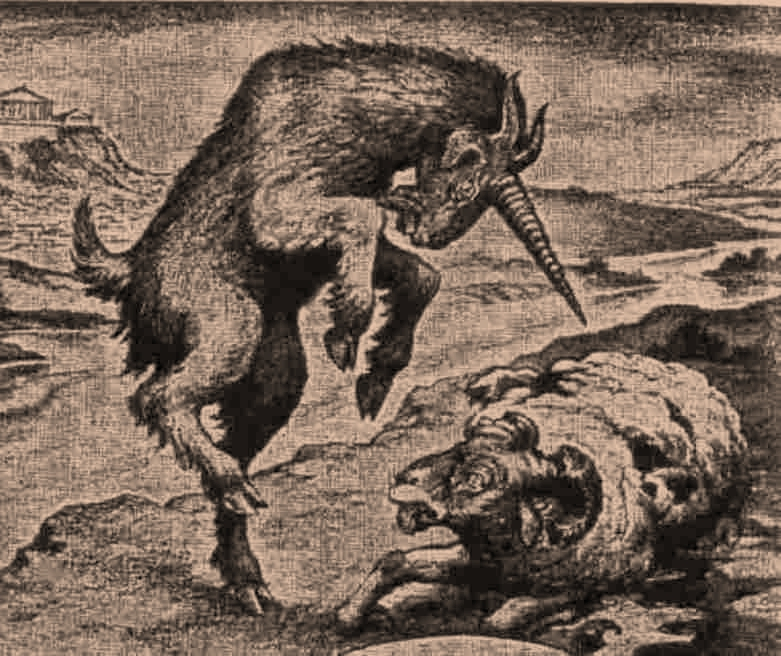
雄羊を攻める雄やぎ

- 四つの獣の幻（7章）

ベルシャザル王の元年にダニエルが見た幻。海から四つの大きな獣が上がってくる。「鷲の翼を持つ獅子」、「三本の肋骨を咥えた熊」、「翼と頭が四つある豹」、「十の角と鉄の歯を持つ恐ろしく強い獣」である。「日の老いたる者」や「人の子のような者」も登場する。
- 雄羊と雄ヤギの幻(8章)

ベルシャザル王の治世の第三年にダニエルが見た幻。「長さの異なる2本の角を持つ一匹の雄羊」を「目の間に一つの角を持つ一匹の雄やぎ」が倒すという内容。雄羊はメデアとペルシャの王を、雄やぎはギリシヤの王を表している。
- 定めの七十週(9章)

ダリヨス王の治世の第一年にダニエルに生じた出来事。ダニエルがエレミヤ書を読んだ後にヤハウェに懺悔の祈りをしていると、ガブリエルが飛んできてメシアが来るまでの期間についてのお告げを受ける。
- 終わりのときについての幻（10章から12章）

ペルシャの王クロスの第三年にダニエルが見た幻。末の日に臨む大いなる戦いを意味する事柄を啓示される。ペルシャやギリシャ、エジプト、北の王、南の王、ミカエル、キッテムの船、などが登場する。常供の燔祭が取り除かれてから1290日が定められている。紀元前160年代のアンティオコス・エピファネス4世の弾圧下の様子を記したものであるとする説もある。
- 三本の肋骨を咥えた熊
- 雄羊を攻める雄やぎ

## 外典
ダニエル書には補遺があるが、これはカトリック教会と東方教会では、第２聖典に当たる『旧約聖書・外典（新共同訳聖書では続編）』に含めているが、プロテスタント諸教派では外典そのものを聖典としては認めていないので、含まれない。詳細についてはダニエル書補遺を参照のこと。